# 四重奏 (日本電視劇)
《四重奏》（TBS電視台及WakuWaku Japan譯作《美麗的謊音四重奏》），2017年1月起於日本TBS電視台火10時段（22:00 - 22:54，JST）播出的電視連續劇，由松隆子主演。
由《2個媽媽》、《Woman》、《離婚萬歲》等劇的知名編劇坂元裕二執筆編寫；亦是松隆子繼《命運之人》後，睽違五年再度演出連續劇。台灣由KKTV首播日隔天同步播出，公視3台同年11月24日起電視播出。
本劇標語為「30世代。無論戀愛還是人生，都無法盡如人意……」。

## 劇情概要
四名偶然相遇，愛好彈奏弦樂的三十多歲男女，組成了弦樂四重奏，並在輕井澤共同渡過一個冬天。這次「偶然」卻隱藏著巨大的祕密……。「全員單戀，全員說謊」為此劇主軸之一。

## 幕後相關
因應此劇，四位主要演員松隆子、滿島光、松田龍平、高橋一生組成期間限定團體「Doughnuts Hole」，演唱主題曲。此曲由椎名林檎作詞、作曲，斎藤ネコ與椎名林檎編曲。

## 登場人物

### 主要人物
- 卷真紀 ：松隆子（香港配音：陸惠玲）

36歲，家庭主婦，看似內向、說話小聲、極度負面思考，卻在關鍵時刻牽引著其他成員的第一小提琴手。三年前結婚，但丈夫一年前無故失蹤，結識其餘三名樂手後，從東京搬到輕井澤別墅中與其他成員同住。
- 世吹雀：滿島光（香港配音：陳琴雲）

30歲，無業，平日既我行我素，又貪睡愛吃，但一拿起大提琴就會完全變了一個人。幼年時被父親利用作詐騙工具，被悉破後屢次被人鄙視，故極為孤僻不願交友。受卷真紀婆婆所僱，故意接近卷真紀調查她丈夫失蹤原因，卻因此加入四重奏。
- 家森諭高：高橋一生（香港配音：梁偉德）

35歲，在髮廊打工但其後被解僱，沒有固定工作，愛講理、堅持多的中提琴手。已婚並育有一子，因沒有穩定工作妻子與他離異，因懷疑卷真紀謀害其夫，故意接近卷真紀希望趁機向她勒索，卻因此加入四重奏。
- 別府司：松田龍平（香港配音：李鎮然）

32歲，第二小提琴手，生於名門音樂世家，卻是家族中唯一沒有卓越音樂成就的成員，一邊在甜甜圈公司工作，一邊拉小提琴。暗戀卷真紀多年。結交其餘成員後，提議四人組成「Quartet Doughnuts Hole」，並借祖父在輕井澤的別墅給其他成員暫住的

### 音樂餐廳
- 來杉有朱：吉岡里帆（香港配音：何璐怡）

在音樂餐廳「夜曲」打工的前地下偶像，眼神沒有笑意，對「Quartet Doughnuts Hole」感到好奇。
- 谷村大二郎：富澤岳史（日语：富澤たけし）（香港配音：蕭徽勇）

音樂餐廳「夜曲」主廚，谷村多可美的丈夫。
- 谷村多可美：八木亞希子（日语：八木亜希子）（香港配音：梁少霞）

音樂餐廳「夜曲」老闆，谷村大二郎的妻子。

### 其他
- 半田溫志：Mummy-D（日语：Mummy-D）（香港配音：葉振聲）
- 墨田新太郎：藤原季節（日语：藤原季節）（香港配音：張方正）
- 卷幹生：宮藤官九郎（香港配音：李錦綸）

卷真紀的丈夫。
- 卷鏡子：罇真佐子（日语：もたいまさこ）（香港配音：林丹鳳）

卷幹生的母親。第一集中要求世吹雀接近卷真紀，以證實兒子是被妻子卷真紀謀害。

### 各集登場人物

#### 第1集
- 班傑明瀧田：尾形一成（香港配音：黃子敬）

在音樂餐廳「夜曲」演奏，自稱僅剩9個月生命的鋼琴家。
- 九條結衣：菊池亞希子（第1、2集）（香港配音：詹健兒）

別府司的同事。

#### 第3集
- 岩瀨純：前田旺志郎（香港配音：李震權）

熟知綿來歐太郎所有一切的少年。稱歐太郎「爺爺」。
- 岩瀨寛子：中村優子（香港配音：伍秀霞）

岩瀨純的母親。
- 主持人：辻義就（香港配音：馮志輝）

雀以超能力少女來賓身分參與演出的電視節目主持人。
- 綿來歐太郎：高橋源一郎（香港配音：張炳強）

雀的父親。曾訛稱雀擁有的超能力，利用她成詐騙工具欺騙他人，所經營的建設公司偷工減料，因詐欺罪而遭到逮捕。
- 世吹雀前同事：安藤櫻（聲音客串）（香港配音：廖杏茵）

在部落格描述雀就業時的故事。

#### 第4集
- 大橋茶馬子：高橋瑪麗潤（香港配音：張頌欣）

與家森有關聯的神祕女子。
- 大橋光大：大江優成（香港配音：林元春）

茶馬子的小孩。
- 西園寺誠人：永島敬三

茶馬子的男友。

#### 第5集
- 別府圭：森岡龍（日语：森岡龍）（第5、第8集）（香港配音：李致林）

別府司的弟弟。在音樂界中頗有影響力。
- 藤川美緒：安藤輪子（香港配音：何寶珊）

原為演奏家，後擔任朝木的助手。
- 朝木國光：浅野和之（香港配音：朱子聰）

音樂製作人。
- 岡中兼：平原哲（日语：平原テツ）（香港配音：黃啟昌）

#### 第6集
- 水嶋玲音：大森靖子（香港配音：魏惠娥）

幹生的前女友。
- 西村：阿部力（香港配音：鍾見麟）

幹生的前下屬。

#### 第8集
- 大菅直木：大倉孝二（日语：大倉孝二）（香港配音：陳欣）

富山縣刑警，警階為警部補。
- 船村仙一：木下政治（日语：木下政治）（香港配音：馮志輝）

富山縣刑警。
- 根本：Mickey Curtis（日语：ミッキー・カーチス）（香港配音：林國雄）

根本不動產社長。

#### 第9集
- 「女」：篠原友希子（香港配音：劉惠雲）

因為偷腳踏車而被逮捕的女子。
- 山本瑞江：坂本美雨（日语：坂本美雨）

山本彰子的母親。

#### 第10集
- 大橋繪茉：松本真理香（香港配音：魏惠娥）

小提琴手，慣用腹式呼吸，嗓門大。
- 柊学：伊達曉（香港配音：黃啟昌）

真紀的律師。
- 村濱記者：黑田大輔（香港配音：張錦江）

雜誌記者。

## 劇中使用曲

### 第1集
- 加斯帕尔·卡萨多〈无伴奏大提琴组曲〉 - 大提琴獨奏
- 椙山浩一〈序曲〉〈Level Up〉（勇者鬥惡龍） - 弦樂四重奏
- 盧伊吉（英语：Louiguy）〈玫瑰人生〉 - 鋼琴獨奏
- 贝多伊齐·斯美塔那 〈莫爾道河（我的祖國）〉 - 弦樂四重奏
- 弗朗茨·舒伯特〈聖母頌〉 - 小提琴獨奏

### 第2集
- 當代民謠音樂〈Music for a Found Harmonium〉 - 弦樂四重奏
- SPEED〈White Love〉 - 卡拉OK歌唱及小提琴獨奏
- X JAPAN〈紅〉 - 卡拉OK歌唱
- 弗朗茨·舒伯特〈聖母頌〉 - 弦樂四重奏及小提琴獨奏

### 第3集
- 约翰·塞巴斯蒂安·巴赫〈第1號无伴奏大提琴组曲 前奏〉 - 大提琴獨奏
- 加斯帕·卡薩多〈无伴奏大提琴组曲〉 - 大提琴獨奏

### 第4集
- 當代民謠音樂〈雅克弟兄〉 - 直笛及弦樂團
- 扬·提尔森〈La Veillée〉 - 中提琴獨奏

### 第5集
- 贝多伊齐·斯美塔那〈莫爾道河（我的祖國）〉 - 弦樂四重奏
- 當代民謠音樂〈Music for a Found Harmonium〉 - 弦樂四重奏
- 小约翰·施特劳斯〈蓝色多瑙河〉 - 弦樂四重奏

### 第6集
- 皮埃特罗·马斯卡尼〈乡村骑士〉插曲

### 第7集
- 作詞：西條八十、作曲：中山晉平〈軽井沢音頭〉 - 歌唱
- 琼尼·米歇尔〈Both Sides Now〉 - 大提琴獨奏
- 皮埃特罗·马斯卡尼〈乡村骑士〉插曲
- 當代民謠音樂〈Music for a Found Harmonium〉 - 小提琴與大提琴二重奏

### 第8集
- 埃里克·薩蒂〈Je te veux〉
- 李斯特·费伦茨〈安慰（英语：Consolations (Liszt)）〉
- 约翰·塞巴斯蒂安·巴赫〈小步舞曲〉 - 鋼琴獨奏

### 第9集
- 作詞：坂元裕二、作曲：中野香梨〈上坡下坡或山坡（上り坂 下り坂 ま坂）〉- 歌唱
- 弗朗茨·舒伯特〈聖母頌〉 - 弦樂四重奏
- 贝多伊齐·斯美塔那〈莫爾道河（我的祖國）〉 - 弦楽四重奏

### 第10集
- 當代民謠音樂〈Music for a Found Harmonium〉 - 弦樂三重奏及弦樂四重奏
- 弗朗茨·舒伯特〈死神與少女〉 - 弦樂四重奏
- 椙山浩一〈序曲〉〈Save（冒險之書）〉（勇者鬥惡龍） - 弦樂四重奏

## 反響評價
本作在TBS電視台火10的低收視率時段得到平均收視歷史排名第三、最高收視歷史排名第二的收視率。雖然離此前同時段《月薪嬌妻》的（以該時段而言的）超高收視率相差甚遠，但本作於播出後口碑與評價相當高，在網上以及各大社交媒體掀起討論，華人區各電視劇評論網站亦大力轉貼推薦此劇，並封其為“神劇”，得到「十年以來最好的日劇，沒有之一」、「《四重奏》堪稱10年來日劇界最高質、最精緻的出品，深信未來幾年，很難再有另一齣日劇能與此佳作相提並論」等評價。若以日本社交網站上流行指標的視聽熱度來看，本劇作平均獲得77,277點，穩居該時段各日劇第一，第8話甚至創造139,138點的冬季日劇最高收視熱度紀錄。
此劇贏得第92回日劇學院賞最優秀作品賞，並獲得總共六項獎項，亦是日劇學院賞第五部平均收視率低於10%的最佳作品。該主辦雜誌社將此劇異例的把四名主演都提報為「主角」，結果松隆子與滿島光分獲當季女主角獎項的第一和第二名。
主題曲《おとなの掟》在日本各大主要配信管道奪得第一，並獲得第92回日劇學院賞中最佳主題曲。

## 所獲獎項
| 年份   | 名稱                       | 獎項        | 得獎者                       | 結果  |
| ------ | -------------------------- | ----------- | ---------------------------- | ----- |
| 2017年 | 放送批评恳谈会銀河賞       | 優秀賞      | 四重奏                       | 獲獎  |
| 2017年 | 放送批评恳谈会銀河賞       | 3月份月度賞 | 四重奏                       | 獲獎  |
| 2017年 | 放送批评恳谈会銀河賞       | 個人賞      | 滿島光                       | 獲獎  |
| 2017年 | 第7回 CONFiDENCE日劇大獎   | 作品賞      | 四重奏                       | 獲獎  |
| 2017年 | 第7回 CONFiDENCE日劇大獎   | 女主角賞    | 松隆子                       | 獲獎  |
| 2017年 | 第7回 CONFiDENCE日劇大獎   | 男配角賞    | 高橋一生                     | 獲獎  |
| 2017年 | 第7回 CONFiDENCE日劇大獎   | 劇本賞      | 坂元裕二                     | 獲獎  |
| 2017年 | 第7回 CONFiDENCE日劇大獎   | 新人賞      | 吉岡里帆                     | 獲獎  |
| 2017年 | 第92回日劇學院賞           | 最佳作品賞  | 四重奏                       | 獲獎  |
| 2017年 | 第92回日劇學院賞           | 男主角賞    | 高橋一生                     | 第2名 |
| 2017年 | 第92回日劇學院賞           | 男主角賞    | 松田龍平                     | 第4名 |
| 2017年 | 第92回日劇學院賞           | 女主角賞    | 松隆子                       | 獲獎  |
| 2017年 | 第92回日劇學院賞           | 女主角賞    | 滿島光                       | 第2名 |
| 2017年 | 第92回日劇學院賞           | 男配角賞    | 宮藤官九郎                   | 第3名 |
| 2017年 | 第92回日劇學院賞           | 女配角賞    | 吉岡里帆                     | 獲獎  |
| 2017年 | 第92回日劇學院賞           | 主題曲賞    | 《大人的法則》Doughnuts Hole | 獲獎  |
| 2017年 | 第92回日劇學院賞           | 導演賞      | 土井裕泰、金子文紀、坪井敏雄 | 獲獎  |
| 2017年 | 第92回日劇學院賞           | 劇本賞      | 坂元裕二                     | 獲獎  |
| 2017年 | 東京國際戲劇節2017         | 優秀賞      | 四重奏                       | 獲獎  |
| 2018年 | CONFiDENCE日劇大獎年間大賞 | 作品賞      | 四重奏                       | 獲獎  |
| 2018年 | CONFiDENCE日劇大獎年間大賞 | 女主角賞    | 松隆子                       | 獲獎  |
| 2018年 | CONFiDENCE日劇大獎年間大賞 | 男配角賞    | 高橋一生                     | 獲獎  |
| 2018年 | CONFiDENCE日劇大獎年間大賞 | 劇本賞      | 坂元裕二                     | 獲獎  |
| 2018年 | CONFiDENCE日劇大獎年間大賞 | 新人賞      | 吉岡里帆                     | 獲獎  |

## 幕後人員
- 編劇：坂元裕二
- 樂器指導：上地櫻（大提琴）、上地茉實（中提琴）、伊東佑樹（小提琴）
- 樂器提供：YAMASHITA
- 剪輯：松尾浩
- 攝影：須田昌弘、大谷英樹
- 燈光：大金康介
- 音效：植村貴弘
- 道具：高野綠
- 服裝：鳥居龍也
- 滿島光造型：野原英則、石奈川緒記
- 髮型化妝：藤井裕子
- 劇中選曲：藤村義孝
- 配樂：fox capture plan（日语：fox capture plan）
- 主題曲：《おとなの掟》Doughnuts Hole（作詞、作曲、製作：椎名林檎，編曲：齋藤貓（日语：斎藤ネコ））
- 編審：高橋正尚、中井芳彥
- 導演：土井裕泰、金子文紀、坪井敏雄
- 製作人：土井裕泰（總）、佐野亞裕美
- 製作：TBS電視台

## 播出日程
- 收視率最高值以紅色表示，收視率最低值以蓝色表示。

| 1                                                      | 1月17日 | 偶然相遇時被隱瞞的4個謊言… 屬於大人的愛情懸疑故事        | 土井裕泰 | 9.8%  | 延長15分鐘     |
| 2                                                      | 1月24日 | 由單戀開始… 說出自己的祕密，新的謊言                     | 土井裕泰 | 9.6%  |                |
| 3                                                      | 1月31日 | 你的過去可是會支離破碎的喔…？祕密與戀愛的四角關係        | 金子文紀 | 7.8%  |                |
| 4                                                      | 2月7日  | 妻子是食人魚，結婚證書是讓詛咒成真的死亡筆記本           | 金子文紀 | 7.2%  |                |
| 5                                                      | 2月14日 | 第2章揭開序幕！？3女交鋒、淚水、衝撃的自白               | 土井裕泰 | 8.5%  |                |
| 6                                                      | 2月21日 | 第2章揭開序幕！！丈夫的自白、妻子的眼淚...迎來的衝撃結局 | 坪井敏雄 | 7.3%  |                |
| 7                                                      | 2月28日 | 殺人了...以淚水告終的絕望夫婦逃亡劇                      | 坪井敏雄 | 8.2%  |                |
| 8                                                      | 3月7日  | 到頭來誰是最大的騙子！？驟變的最終章揭開序幕             | 土井裕泰 | 9.5%  | 延後70分鐘播出 |
| 9                                                      | 3月14日 | 假身份女子充滿震撼的告白！！淚別四重奏                   | 坪井敏雄 | 11.0% | 延後50分鐘播出 |
| 10                                                     | 3月21日 | 最後的「沒想到」，再見了，甜甜圈洞                       | 土井裕泰 | 9.8%  |                |
| 平均收視率8.9%（收視率由Video Research於關東地區統計） |         |                                                          |          |       |                |